# Lista de rios do Ceará

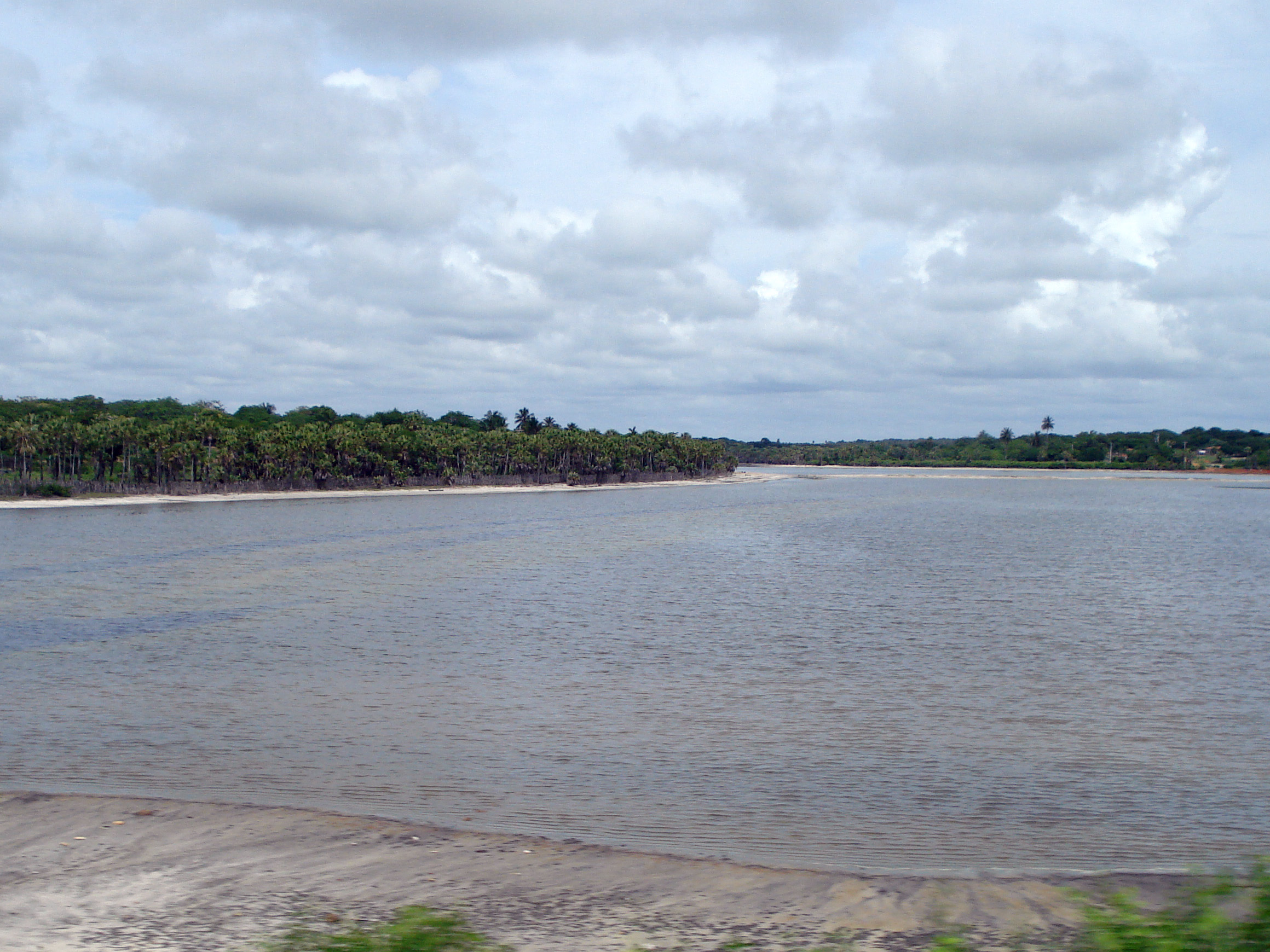
O Rio Jaguaribe é o principal rio cearense.

O território cearense é dividido em vários rios, sendo o maior deles o  rio Jaguaribe. Sua bacia hidrográfica compreende mais de 50% do estado. O rio tem 610 km de extensão. Os dois maiores reservatórios de água do Ceará são barragens que represam o Jaguaribe: Açude Orós e Açude Castanhão com as respectivas capacidades de armazenamento 2,1 e 6,7 bilhões de metros cúbicos. Os afluentes mais importantes do rio Jaguaribe são os rios Salgado e Banabuiú.
Lista de Rios do Ceará, Brasil

## A
- Rio Acaraú
- Rio Aracatiaçu
- Rio Aracatimirim
- Rio Água Verde
- Rio Arabê

## B
- Rio Banabuiú
- Rio Bastiões
- Rio Batateiras
- Rio Boa Viagem

## C
- Rio Cacondé
- Rio Carrapateiras
- Rio Cangati
- Rio Canindé
- Rio Capitão-mor
- Rio Carás
- Rio Cariús ou Riacho Cariús
- Rio Caxitoré
- Rio Ceará
- Rio Choró
- Rio Cocó
- Rio Conceição ou Riacho Comadre
- Rio Contendas ou Riacho Contendas
- Rio Coreaú
- Rio Cruxati
- Rio Cunhamati ou Riacho Cunhamati
- Rio Curu
- Rio Catarina

## F
- Rio Feitosa
- Rio Figueiredo

## G
- Rio Gameleira
- Rio Germinal
- Rio Granjeiro
- Rio Groaíras

## I
- Rio Inhuçu
- Rio Itacolomi

## J
- Rio Jaguaribe
- Rio Jaibaras
- Rio Jardim ou Riacho Jardim
- Rio Jatobá
- Rio Jucá
- Rio Jaburu

## M
- Rio Macacos ou Riacho dos Macacos
- Rio Macambira
- Rio Missão Velha
- Rio Mundaú
- Rio Mal cozinhado
- Rio Maranguapinho

## P
- Rio Pacoti
- Rio Palhano
- Rio Pirangi
- Rio Porcos ou Riacho dos Porcos
- Rio Poti ou Rio Piau
- Rio Pai Mané
- Rio Puiú
- Rio Pituba
- Rio Pejuaba

## Q
- Rio Quatiguaba
- Rio Quixeramobim

## R
Rio dos Remédios

## S
- Rio Salgado
- Rio Sangue ou Riacho do Sangue
- Rio São Gonçalo
- Rio Siriema
- Rio Sitiá
- Rio Sobradinho

## T
- Rio Timonha
- Rio Trairi
- Rio Truçu
- Rio Tucunduba
- Rio Tianguá

## U
- Rio Ubatuba

## X
- Rio Xucuruí